# 내털리 골드
내털리 골드(Natalie Gold, 1976년 8월 17일 ~ )는 미국의 배우이다.
마이애미에서 태어났다.

## 출연 작품
- 더 랜드 오브 스테디 해비츠 (2018년) - 다나 역
- 벡스 (2017년) - 리지 역
- 레이디스 나잇 (2017년)
- 나는 사랑과 시간과 죽음을 만났다 (2016년)
- 헝그리 하트 (2014년) - 제니퍼 역
- 버드맨 (2014년) - 클라라 역
- 킬링 케네디 (2013년) - 루스 페인 역
- 페어헤이븐 (2012년) - 질 역
- 올모스트 퍼펙트 (2011, Almost Perfect)
- 러브 & 드럭스 (2010년) - 닥터 헬렌 랜달 역
- 악마가 너의 죽음을 알기 전에 (2007년)

### 텔레비전
- 뉴욕 특수수사대 (2003-11)
- 로앤오더 (2006, 2023)
- 가이딩 라이트 (2007-08)
- 루비콘 (2010, Rubicon)
- 더 아메리칸즈 (2014)